# Chavismo

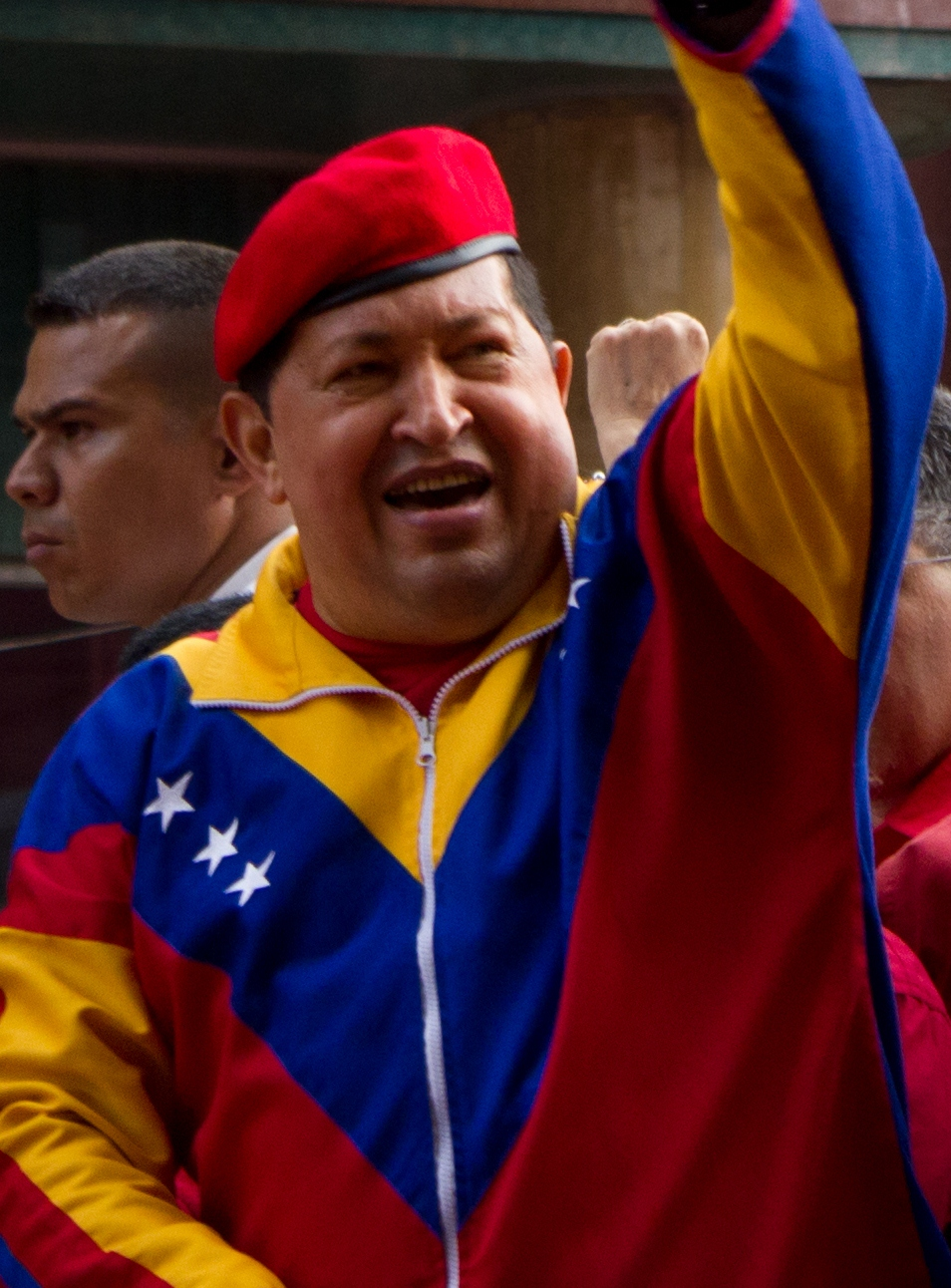
Hugo Chávez, 48ste president van de Bolivariaanse Republiek Venezuela (2012).

Chavismo is een ideologie en een links-politieke beweging, ontstaan in Venezuela rond de figuur van Hugo Rafael Chávez Frias. In wezen rekent het chavismo zich tot een civiel-militaire beweging, georiënteerd op het socialisme en het bolivarisme. Anderzijds wordt het geheel aan beleidsregimes, die onder het chavismo aan de basis en op regeringsniveau werden uitgevoerd, aangeduid als de Bolivariaanse Revolutie. Deze revolutie valt binnen de kaders van het Latijns-Amerikaanse politiek verschijnsel bekend als Draai naar Links, in het Spaans Marea Rosa.
De chavismobeweging heeft de politiek van Venezuela gedomineerd in de loop van de regeringen van Chávez (1999-2013) en Nicolás Maduro (2013-heden), een periode die meer dan 17 jaren bestrijkt.
Onder het regime van Nicolás Maduro speelt het chavismo zich hoofdzakelijk af in de machtsstrijd tussen zijn aanhangers en degenen die het chavismo verwerpen. Volgelingen van Maduro worden vaak aangeduid als maduristas, een term die Nicolás Maduro zelf afwijst.